# 李時漸
李時漸（1527年—？），字伯鴻，號磐石，山東青州府壽光縣人，軍籍，明朝政治人物。

## 生平
己酉科（1549年）山東鄉試第七十一名舉人。嘉靖三十五年（1556年）中式丙辰科會試第二百七十二名，三甲第二百零三名進士。吏部观政，授户部主事，四十三年升员外，四十四年升郎中，隆慶元年（1567年）官湖广岳州知府，任內與巴陵知县李之珍重修护城院堤，“自岳阳楼而南，凡二百六十丈有奇。復任浙江台州府知府，萬曆初降福建盐运使司同知，萬曆五年（1577年）七月官至陕西按察司副使，八年七月以违禁骚扰驿递，被革职閑住。輯有《三臺文獻錄》。

## 家族
曾祖李隨；祖父李海，宣課司副使；父李鏞，縣丞封工部主事。前母馬氏（贈安人）；劉氏（封安人）。兄李時濟（工部主事）、李時升、弟時豫。